# 神貞王后
神貞王后（신정왕후，1808年2月6日—1890年4月17日）趙氏，本貫豐壤趙氏，為豐恩府院君趙萬永、德恩府夫人宋氏之女，是趙秉龜的妹妹。是朝鮮王朝孝明世子的世子嬪、第二十四代君主憲宗的生母、第二十六代君主高宗的養母。大韓帝國建立後被追諡「神貞翼皇后」（신정익황후），
高宗即位神贞王后颁布施政方针是“谨慎节俭”、“济生民、裕国计、惩贪墨、振纪纲”，载于她的《谚书训诫》与《谚教》。

## 生平
趙氏於純祖八年(1808年)二月初六，生於豆毛坊私第。純祖十九年(1819年)與王世子李旲於義洞本宮行嘉禮－冊封世子嬪，每日都向孝懿王后、純元王后問安、呵護備至，兩殿都稱讚趙氏為孝婦。純祖二十七年(1827年)七月十八日於昌慶宮之景春殿生下憲宗李奐。純祖三十年(1830年)五月六日世子李旲於昌德宮之熙政堂過世，得年二十二歲(虛歲)，諡號「孝明」（繼志成事曰「孝」，照臨四方曰「明」），廟號曰「文祜」，墓號曰「延慶」。同年，其子李奐冊封為王世孫。

### 豐壤趙氏勢道政治前期
純祖三十四年(1834年)十一月十三日純祖逝世，同年十一月十八日世孫繼位，是為憲宗，母親趙氏被憲宗尊為王大妃，翌日憲宗上尊號孝裕，稱孝裕王大妃，父親孝明世子被憲宗追尊為翼宗，任命豐恩府院君趙萬永之弟弟趙寅永為領議政，自此開始了豐壤趙氏的勢道政治，憲宗十五年(1849年)六月六日憲宗逝世，得年二十三歲(虛歲)。因憲宗無子嗣，所以，純元王后命全溪君之第三子德完君繼位，承純祖大統，是為哲宗，尊純元王大妃為母妃。哲宗八年(1857年)八月純元王后逝世，尊孝裕王大妃為大王大妃。

### 豐壤趙氏勢道政治中期
哲宗十四年(1863年)十二月八日哲宗逝世，大王大妃命興宣君之嫡二子命福繼位，承翼宗大統，是為高宗，因高宗當年才十一歲，無法處理朝政，便由大王大妃垂簾聽政，而興宣大院君趁機培植自己的力量，三年後大王大妃還政，同年三月，高宗與閔氏行嘉禮，興宣大院君迫大王大妃退位，使豐壤趙氏的勢道政治暫告一段落。為了與大院君對抗，大王大妃重用了她的姪子趙成夏和趙寧夏，兩人秘密聯合了閔升鎬、閔謙鎬兄弟及金左根的兒子金炳冀等人，策劃了一系列打壓大院君的計劃，但大多都以失敗告終。大院君種種過份的鐵腕政策，迫使貴族與士大夫聯合，趙氏兄弟擁立閔妃，於高宗十年(1873年)發動癸酉政變，成功的逼退了大院君，而大王大妃再次掌控朝政，趙寧夏也控制了兵權，但是，當初幫助過趙氏的驪興閔氏卻受到了排擠。

### 豐壤趙氏勢道政治後期
高宗十一年(1874年)，高宗的嫡二子李坧誕生，高宗十二年(1875年)為了不讓李坧被冊封為世子，大王大妃企圖借助清朝的力量，這些舉動反而逼迫驪興閔氏與大院君合作，在兩派的努力之下，李坧成功的被冊封為世子，時年二歲(虛歲)。高宗十八年(1881年)二月左參贊趙成夏過世，豐壤趙氏的勢力已是日落西山，高宗十九年(1882年)六月，爆發壬午兵變，閔妃出逃，其黨羽或被殺、餘黨被抓，大院君掌控朝政，並宣布閔妃已死，日本軍隊企圖侵略朝鮮，大王大妃派金允植等人聯絡清朝出兵對抗日本，清軍進入朝鮮後，不但壓制了日軍，還俘虜大院君，將其押送天津，被監禁於保定府。豐壤趙氏藉此東山再起，趙寧夏控制了兵權，並與閔台鎬聯手，扶植金炳國為傀儡領議政，把持了朝鮮的軍政大權。
高宗二十一年(1884年)爆發甲申政變，金玉均等年輕一代的開化派反對清朝干涉朝鮮內政，並大肆屠殺親清派之官員，閔台鎬、趙寧夏等官員慘遭屠殺。高宗二十七年(1890年)四月十七日大王大妃於景福宮之興福殿逝世，享壽八十三歲(虛歲)，諡號「神貞」(民無能名曰「神」, 大慮克就曰「貞」)，徽號曰「景勳哲範」，殿號曰「孝慕」。
大韓帝國成立後，於光武三年（1908年），高宗追尊翼宗為文祖翼皇帝，神貞王后為神貞翼皇后，全稱為孝裕獻聖宣敬正仁慈惠弘德純化文光元成肅烈明粹協天隆穆壽寧禧康顯定徽安欽倫洪慶泰運昌福熙祥懿謨景勳哲範神貞王后。

## 家族
豐壤趙氏的世系
| 稱呼   | 姓名     | 生卒       | 職位               | 備註                                                   |
| ------ | -------- | ---------- | ------------------ | ------------------------------------------------------ |
| 曾祖父 | 趙曮     | 1717－1777 | 吏曹判書           |                                                        |
| 曾祖母 | 豐山洪氏 | 1717－1809 | 貞敬夫人           | 貞明公主後代，洪鉉輔第三女、獻敬王后（惠慶宮洪氏）姑母 |
| 祖父   | 趙鎭寬   | 1739－1808 | 贈領議政、吏曹判書 | 諡孝文                                                 |
| 祖母   | 南陽洪氏 | 1739－1799 |                    | 洪益彬之女                                             |
| 父     | 趙萬永   | 1776－1846 | 豐恩府院君         | 諡忠敬                                                 |
| 母     | 恩津宋氏 | 1776－1834 | 德安府夫人         |                                                        |
| 兄     | 趙秉龜   | 1801－1845 | 判書               | 諡文肅                                                 |
| 姪     | 趙成夏   | 1845－1881 |                    | 生父為趙秉駿（1814－1862），諡文獻                     |
| 弟     | 趙秉夔   | 1821－1858 |                    | 諡孝獻                                                 |
| 姪     | 趙寧夏   | 1845－1884 |                    | 生父為趙秉錫，諡忠文                                   |
| 妹     | 豐壤趙氏 | ？－1865   |                    | 夫俞致善；養子俞鎮學為純貞孝皇后外祖父                 |

## 曾飾演神貞王后的藝人
- 《明成皇后》（명성황후）：2001年KBS電視劇，金容琳（김용림）飾。
- 《雲畫的月光》（구르미 그린 달빛）：2016年KBS電視劇，金裕貞（김유정）（孝明世子之妻）、蔡秀彬（채수빈）（趙萬永之女）飾。
- 《風雲碑》（바람과 구름과 비）：2020年TV朝鮮電視劇，金甫娟（김보연）飾。
- 《哲仁王后》（철인왕후）：2020年tvN電視劇，趙善珠（朝鲜语：조선주） 飾。

## 外部連結
- 豐壤趙氏的勢道政治 （页面存档备份，存于）